# Martin Tranmæl
Martin Olsen Tranmæl (1879-1967) est un homme politique, leader socialiste norvégien.

## Biographie
Martin Tranmæl, fils d'agriculteur, commence à travailler comme peintre et comme travailleur dans la construction. Au début du XXe siècle, il vit quelque temps aux États-Unis où il entre en contact avec le mouvement des travailleurs américains. Lorsqu'il rentre en Norvège, il devient actif dans le parti travailliste norvégien, dont il devient rapidement l'un des principaux leaders de l'aile gauche.
Il devient communiste après avoir pris connaissance de la Révolution russe de 1917 et assiste à des réunions du Comintern en Russie. Il encourage le Parti travailliste norvégien à rejoindre l'Internationale communiste et accepte les 22 conditions posées pour en faire partie. En 1923, pourtant, il fait sortir le parti de l'Internationale communiste à la suite d'un conflit avec son président, Zinoviev. Le parti se divise alors en deux, le Parti communiste norvégien étant en effet formé par ceux qui souhaitent rester dans l'Internationale. Cette scission n'empêche pas Tranmæl et le parti travailliste de soutenir l'Union soviétique pendant de nombreuses années encore.  
Durant la Seconde Guerre mondiale et l'occupation nazie de la Norvège, il vit en exil à Stockholm, où il a de nombreux amis, dont Zeth Höglund et Ture Nerman. À son retour en Norvège, il reste socialiste, mais devient plus modéré et soutient l'adhésion de la Norvège à l'OTAN en 1949.

## Sources
- (en) Cet article est partiellement ou en totalité issu de l’article de Wikipédia en anglais intitulé « Martin Tranmæl » (voir la liste des auteurs).